# 박상권 (1971년)
박상권(1971년 ~ )은 대한민국의 방송인 출신 기업인이다.

## 학력
- 화곡고등학교
- 서울대학교 언론정보학과 학사

## 경력
- 1997년 : MBC 보도본부 기자
- MBC 사회부 법조팀 기자
- MBC 정치부 기자
- 2011년 8월 : MBC 보도본부 국제부 파리특파원
- 2017년 12월 ~ 2018년 11월 : MBC 뉴미디어뉴스국 마봉춘미디어랩부장
- 2018년 11월 ~ 2020년 2월 : MBC 디지털뉴스에디터 디지털뉴스제작팀장
- 2020년 2월 ~ 2021년 2월 : MBC 사장 비서실장
- 2021년 2월 ~ 2026년 3월 : 삼성전자 커뮤니케이션 전무(팀장)
- 2026년 3월 : MBC 플러스 대표이사 사장

## 텔레비전
- MBC 뉴스투데이 (평일) - 2007년 7월 2일 ~ 2011년 5월 27일
- MBC 뉴스데스크 (평일) - 2013년 11월 18일 ~ 2014년 5월 9일, 2015년 8월 3일 ~ 8월 7일, 2016년 1월 1일, 2016년 7월 25일 ~ 7월 29일, 2016년 8월 4일 ~ 8월 19일, 2016년 9월 26일
- MBC 뉴스데스크 (주말) - 2014년 5월 17일 ~ 2015년 4월 19일, 2015년 5월 2일 ~ 2016년 6월 19일, 2016년 7월 2일 ~ 2016년 12월 11일